# 一騎当千の登場人物
一騎当千の登場人物（いっきとうせんのとうじょうじんぶつ）は、塩崎雄二の漫画作品『一騎当千』および、それを原作とするアニメ版に登場する人物の一覧である。

## 概要
当初、誕生日・血液型・身長・スリーサイズ・趣味の設定はアニメ版やゲーム版のみのものだったが、単行本第14巻の初回限定版特典の小冊子で公式設定となった。また、人気投票順位については、『月刊ComicGUM』2007年6月号で発表された第1回結果と、原作21巻末尾で発表の第2回結果によるもの。
南陽学院、許昌学院、成都学園の3校は、中等部がある一貫校の模様。
アニメ版各期の略称については、以下のとおりとする。
- 第1期『一騎当千』：第1期
- 第2期『一騎当千 Dragon Destiny』：DD
- 第3期『一騎当千 Great Guardians』：GG
- 第4期『一騎当千 XTREME XECUTOR』：XX
- 第5期『一騎当千 集鍔闘士血風録』：血風録
- 第6期『一騎当千 Extravaganza Epoch』：EE
- 第7期『一騎当千 Western Wolves』：WW
- 第8期『真・一騎当千』：真

## 登場人物

### 南陽学院
主人公の孫策の通う学校であり、本作の主な舞台。三国志でいうと呉に当たる。原作での所在地は千葉県木更津市付近。

#### 頭主
孫策 伯符（そんさく はくふ）
声 - 浅野真澄
本作の主人公。南陽の新頭主。2年生。Eランク→Dランク→Bランク。3月17日生まれ。O型。身長162cm。B：93・W：56・H：88。足のサイズは23.5。両手利き。水の龍を宿す。
通称「爆乳闘士」。趣味はケンカと寝ること（表向きは生け花と茶道）。周瑜とは幼馴染かついとこ同士であり、南陽学院への転校を機に現在は周瑜の家で居候している。連載開始当初はEランクであったが、ポテンシャルは非常に高くその実力も闘いのたびに高まっていき、21巻現在はBランク。好戦的な性格で、大闘士大会でには必ず参加したがるほど。負けると落ち込むことがあったが、夏侯惇との出会いを通して闘士としての基本や戦うことの楽しさを思い出して立ち直った。
馬鹿と言われると怒ることが多いが、本人も自覚している部分があり、自嘲気味になることもある。「面会謝絶」という漢字が読めない一方、周瑜の拳法の型（周瑜本人は「拙い」と表現している）を一目見ただけでそっくりそのまま再現する器用さを持ち合わせている。やや羞恥心に欠けて空気の読めない天然系ではあるものの、周瑜の拉致で自分の身勝手さを自覚しており、左慈（王允）の死をきっかけに精神的成長を見せている。呂蒙の左慈に対する想いをからかったりすることもあるが、自分自身の色恋沙汰には疎い模様。クーが好き。
『XX』では馬超を弟子として取るが、パシリとして使うことも多い。なお、親しい友人には「ちん」や「ちゃん」、「っち」付けで呼ぶ。夏侯惇によると「馬鹿」。作者の塩崎によれば、主人公にした理由は「誰もやっていないから」とのこと。
人気投票では2位→3位で、第1回の関羽に続き、第2回では呂蒙にも負けてしまう。
袁術 公路（えんじゅつ こうろ）
南陽の元頭主。孫策が頭主となる前、闘士としての実力や人徳も無いため、左慈が実権を握っていた。その上、左慈に闇討ちにされて病院送りになった挙句、玉璽を捜しにきた夏侯淵に重傷を負わされる。その後、除名処分となって南陽から追放された。劉備の龍が目覚めるきっかけとなった事件の時は、賈詡と組んで策謀を巡らせている姿が見られる。
アニメ版では甘寧に殺されており、死体のみが登場した。

#### 南陽学院四天王
周瑜 公瑾（しゅうゆ こうきん）
声 - 日野聡
南陽学院の闘士。2年生。Dランク→Cランク。2月23日生まれ。A型。身長165cm。足のサイズは25.5cm。
孫策の幼馴染かつ従兄弟で、彼女にほのかな思いを寄せる。彼女に対する主な突っ込み役。一人称は「僕」（アニメ版第1期では「俺」になっていたこともある）。
格闘家というよりは戦略家であり、頭脳を駆使した戦法を得意とする。幼少時はいじめられっ子で「泣きの公瑾」と呼ばれていたほど（『DD』では回想にて明確な描写がある）。その時はいじめられている所をいつも孫策に助けられていたが、現在では物語が進むにつれて徐々にその才能を開花させつつある。初登場時はDランクであったが、彼自身のことは南陽の上層部にまで伝わっており、左慈から「Dランクとは思えない評判」と言われたほど。
趣味は音楽鑑賞と読書。基本的に礼儀正しい性格であり、先輩や他人に対しては敬語口調で話し、名前を呼ぶ際は「～さん」と付けて呼ぶ（孫策、孫権、馬超以外）。ただし、キレた時には乱暴口調になることもある（アニメ版第1期）。加えて常識を持つ苦労人であり、孫策の天然ボケに突っ込みを入れたり、尻拭いをさせられたりする。また、孫策の帰りを待ちながら呉栄のお酌に一晩中付き合わされたり、勾玉のランクアップ時に宴会させられたりするなど、苦労が絶えない。孫策の破天荒な行動に悩まされており、彼女が裸で彼の前に現れたりして壊れたこと数回。また、原作では許昌の捕虜となり、曹操から自分の陣営に来るように説得される上で賈詡の部下達に色仕掛けで責められたりと、女難が絶えない。後に甘寧が除名されたことで、新四天王となった。
人気投票では8位→9位と、男性キャラクター内で唯一10位以内にランクインしている。
呂蒙 子明（りょもう しめい）
声 - 甲斐田裕子
南陽四天王の一角で紅一点。3年生。Bランク。9月3日生まれ。A型。身長160cm。B：85・W：58・H：86。足のサイズは22.5cm。
関節技の名手で、サブミッションを得意とする他、発勁も使用する。ボブカットと左目に眼帯をしているのが特徴。闘いの際には、学校の制服かメイド服を着用。自信家で普段は強気な姿勢だが、左慈のことで狼狽するなど、実際は純情な性格の持ち主である。左慈のことが好きで、携帯電話にも2人で撮ったプリクラが貼ってあるが、あまりその気持ちを素直に出すことはない。不器用な面と怒りっぽい所があり、『GG』では孫策が見つけてきた客商売のアルバイトではクビになることがほとんどである。なお、孫策や左慈からは「もうちゃん」と呼ばれている。浅野によると「ツンデレ」とのこと（Webラジオより）。
物語序盤では「戦闘になると性格が豹変し、キレる」という設定であり、悪役めいた振る舞いが目立ったが、物語が進むにつれてそのような描写はほとんど見せなくなった。彼女の特技であるサブミッションは、原作の回想にて彼女の中学時代、程普から伝授されたらしい描写がある。呂布に対しては、左慈の恋敵としても敵視し衝突することが多々あったが、呂布自身が死期を悟ったときには最終的に親友として認め、彼女から左慈と玉璽を託される。
アニメ版では、馴れ馴れしく話しかけてくる孫策を疎ましく思い何度も衝突していたが、後に仲間として彼女を大事に思うようになる。
中学時代は若干砕けた性格で、セミロングヘアーだった。
常に眼帯で隠されている左眼の失明の理由は、中学生の時に劉備の龍が暴走した際、阻止しようとするも、龍の力が自分に宿ってしまったため。華佗による眼帯にはそれを抑制する護符が縫い込まれているため、定期的に彼の所へ通院している。
『XX』では必殺技「天地白狼撃」を放って関羽に宿った怨念の呪縛を打ち破り、彼女の心を救った。
人気投票では3位→2位。
左慈 元放（さじ げんぽう）
声 - 初代：森久保祥太郎 、『DD』以降：遊佐浩二
南陽四天王の一角。3年生。1月17日生まれ。O型。身長177cm。
飄々とした性格の持ち主で、女性には目が無く呉栄にもお世辞を言うほどなので、守備範囲は広い模様。「左慈」はスパイとして南陽に潜り込むための偽名であり、本名は王允 子師。送り込んだ張本人である董卓や華佗は、左慈が王允であることを知っていた。原作では常にタバコを咥えている。呂蒙・程普・楽就とは中等部からの付き合いで、呂布とも当時から旧知の仲にある。父親は南陽学院の理事長（士孫瑞談）。
原作では王允自身の命が尽きかけているために決死の覚悟で孫策に勝負を挑み、彼女の龍退治をした後に自決。アニメ版では存命しているが、原作と同じく余命が残り少ない描写が『XX』でなされている。『GG』においては「本物の左慈元放」がアニメオリジナルキャラクターとして登場したため、区別する意味からエンドクレジットには「王允子師」名義で記載されている。なお、孫策からは「さじっち」と呼ばれている。
アニメ版での髪の色は第1期だとやや暗い緑色だったが、『DD』以降は金髪となっている。なお、王允子師として勾玉を付けると髪が朱色に染まる。
楽就（がくしゅう）
声 - 飯島肇
南陽四天王の一角。3年生。Bランク。8月14日生まれ。B型。身長190cm。
中国拳法使い。外見は大柄で厳ついが、内面はとてもいい人であり、左慈に重傷を負わされた周瑜の面倒を見たり、『DD』の最終回EDではバイト先で男性に絡まれていた女性を助けたりもしていた。
日々の鍛錬を欠かさず行っており、自身の実力は決して低くはないが、物語初期では常にやられ役で実践では冴えない場面が多かった。しかし、現在では四天王を張るだけ強く、闘士としての実力を大いに発揮している。甘党（アニメ版のみ）。なお、孫策や左慈からは「がくちゃん」と呼ばれている。
左慈邸の強化合宿に於いて呂蒙の受け売りで「呂流羅漢三十六式 天地白狼撃」を習得しており、南陽学院を襲撃した夏侯淵に対して披露した。
甘寧 興覇（かんねい こうは）
声 - 上田燿司
元南陽四天王。12月7日生まれ。O型。身長175cm。
トンファーと中国拳法の使い手であり、呂蒙に匹敵する実力者。呂蒙に「中国拳法のイカれた遺物」と揶揄されるほど、常にキレまくっている非常に危険な男。黒龍の絵柄がある橙色のパーカーを着ているのが特徴。他人と馴れ合うのを嫌い、常に単独で行動する一匹狼。
初登場時は袁術の詔勅を受けて孫策を襲撃するが、乱入した呂蒙に重傷を負わされる。数日後、左慈邸に向かう途中で夏侯淵によって余命を10日ほどにされた後、孫策を襲撃するも失敗し、山の洞窟で死の恐怖に怯えながら過ごしていた。その後、司馬懿から呂布の勾玉を手に入れて暴走して呂蒙を襲うが、再び夏侯淵に倒されて太史慈に止めを刺された。
アニメ版では、左慈に唆されて袁術を殺害したために精神に異常をきたしたという設定（ただし、孫策に名前を訪ねられた際にはしっかり名乗っているなど、ある程度意識は保っている。原作では戦闘に夢中で名乗ることなく奇声をあげていた）。第1期終盤の決戦で覚醒した孫策から致命傷を受け、『DD』では入院していたが、やがて姿を消す。

#### その他（南陽学院）
魯粛 子敬（ろしゅく しけい）
声 - 小林沙苗（真）
南陽と成都の橋渡し役。2年生。Cランク。11月26日生まれ。B型。身長164cm。B：86・W：57・H：86。
先の戦いにより体中に包帯を巻いている。本来はかなりの美人らしい。戦闘では弓矢を使用。アニメ版の本編には未登場だが、『DD』や『XX』のDVD特典映像にはモブキャラクターとして登場している。
程普 徳謀（ていふ とくぼう）
声 - 遠藤真
南陽学院の闘士。3年生。Bランク（中学当時）。
2年前の大闘士大会で文醜に敗れ、半年間の昏睡状態を経て、現在は失明して入院生活を送っている（アニメ版では入院せず車椅子で自宅療養中）。呂蒙や左慈とは中学からの付き合いで、呂蒙には密かな想いを寄せている。大闘士大会前に呂蒙に「イカス伝説を作れ」と後押しした。なお、左慈からは「徳ちゃん」と呼ばれている。原作では実家は「程屋酒店」という名の酒屋を経営している。「イカスぜ」が口癖。『XX』では回想で1カットのみ登場。
中学時代は「南陽で唯一関羽に対抗できる」と言われた実力者で、当時すでにBランクだった。
陸遜 伯言（りくそん はくげん）
声 - 高橋美佳子
南陽学院の軍師。中等部3年生。Eランク。8月31日生まれ。B型。身長145cm。B：68・W：52・H：76。
許昌中等部の典韋に続く、作中2人目の中学生闘士（諸葛瑾も含め、登場した中学生闘士は全て女性）。語尾に「…ぞね」と特徴的なしゃべり方をする眼鏡っ娘。登場する際はジャージ姿で現れることが多く、制服はあまり着ない様子。
呂蒙を「蒙ねーさま」と慕っているが、どういう間柄なのかは不明。孫策のことは「策殿」と呼んでおり、諸葛瑾からは「陸ちゃん」と呼ばれている。原作では赤壁の戦いに備え、周瑜奪還をすべくその策略を練る。
諸葛瑾 子喩（しょかつきん しゆ）
南陽学院の闘士。中等部3年生。Dランク。9月24日生まれ。AB型。身長149cm。B：70・W：53・H：77。
闘士としての実力は低いが、太史慈や趙雲を氣で回復させることができる治癒能力の持ち主。孔明の実の姉（史実では兄）かどうかは不明。陸遜からは「瑾ちゃん」と呼ばれている。
番外編では闘士としての実力の低さにコンプレックスを持ち（腕相撲で孔明や猫に負けているほど）、修練に励んでいる描写もある。
士孫瑞 君栄（しそんずい くんえい）
声 - 石住昭彦
南陽学院保健教員。元Fランク（『勾玉列伝』）。左慈の道場の師範代も兼任している。左慈を「若」「ぼっちゃん」と呼んでいることから、彼の家の仕様人でもある様子。水鏡とは旧知の仲。
袁胤（えんいん）
声 - 岸尾だいすけ
アニメオリジナルキャラクター。『GG』に登場。
南陽学院の闘士。袁術の死後（第1期を参照）、南陽の頭主になることを目論み、部下達を利用して孫策を陥れ、孫権を人質に取り孫策に頭主の座を自分にあけ渡すよう脅迫するが、助けに来た呂蒙・楽就に部下達を一掃され、さらに逆上した孫策に倒される。
気を操ることを得意とし、部下たちを扇動するほど姦計に優れているが、個人の実力は四天王の足元にも及ばず、呂蒙・楽就らに部下達が倒されると狼狽してしまった。
陳武 子烈（ちんぶ しれつ）
南陽学院の闘士。Cランク。短髪の男。
『真』では6人を倒した、しかし、孫権と魯粛に足を蹴られて気絶した。『勾玉列伝』第6話では士孫瑞と相談した後、予州学院のAランク闘士顔良に挑戦し、顔良に負けた。助けに来た士孫瑞から関節技を学んだ模樣。
譚 雄（たん ゆう）
南陽学院の女闘士。2年生。Fランク。
『勾玉列伝』第13話に登場。強くなるために他の闘士を狩る。狩りの目標は賈詡、楽就、孫策。しかし、様々な原因で失敗しました。

#### 孫家関係者
呉栄（ごえい）
声 - 井上喜久子
孫策の母。11月1日生まれ。O型。身長163cm。B：95・W：59・H：92。
孫策に格闘技のイロハを叩き込んだ張本人で孫策の攻撃をかるくいなす実力者。怒らせると非常に恐ろしく厳しい人物だが、娘のことは大切に思っている。趣味は若い子の観察と飲酒。大のイケメン好きであり、アニメ版第1期では夏侯惇の応援に駆け付けたこともある。原作・アニメ共に、孫策が周瑜の家に居候した後から自身も周家に身を置く。アニメでは周異に頼まれて、周瑜の保護者も兼任する形で身を置く。
「年増」呼ばわりされることを非常に嫌い、言った者は容赦なく制裁を加える。実際、原作では玉璽を探しに来た許昌の闘士達に「オバサン」「ババァ」と呼ばれた後、彼らを布団叩きで一掃し、全治一カ月の病院送りにした。例外は甥の周瑜からの呼称（おばと甥の関係という意味で「おばさん」）で、アニメ第1期で夏侯惇との初対面時に彼がおばさんと呼ぶ前に睨みつけて阻止した。また、『DD』のDVD映像特典では布団叩きで関羽と呂蒙を倒していた。
孫策のことで心配になると、既に故人である孫堅の写真に語りかけることがある。
孫堅 文台（そんけん ぶんだい）
声 - 不明
孫策の父で呉栄の夫。周瑜の叔父に当たる人物。現在は故人となっている。
『DD』にて孫策の夢の中にて再会。彼女に「仲間達が待っている。」と後押しした。
周異（しゅうい）
周瑜の父。孫策の叔父に当たる人物。名前はアニメ第1期から。幼少期の周瑜に孫策を守れるよう教える。原作では回想のみの登場だが素顔は出ていない。アニメ版第1期では姿は登場せず、どういうわけか、カントリーライフに目覚めて田舎で農業を営んでいるらしい（周瑜談）。
張紘 子綱（ちょうこう しこう）
声 - 斉藤次郎
孫家に仕えている闘士。于吉や陸遜らの師（原作では張昭の弟子だった董卓も、アニメ版では張紘の弟子）で、孫策には「じーちゃん」と呼ばれている。108歳。孫策の中に眠る龍の解放に尽力した。作中の描写から彼の実家では野菜栽培をしている様子。
張昭 子布（ちょうしょう しふ）
声 - 藤村歩
孫家に仕えている闘士。風貌は巫女姿の小柄な幼女だが、実年齢は90歳であり、「気の制御」で若々しい姿を保っている。原作では元弟子の董卓から百壁刀を守ろうとして命を落とす。死に際に孫策に自身の「力」を与え、それが後に于吉戦で重傷を負った周瑜を治癒する重要な役割を果たす。
アニメ版では董卓死後の『GG』において初登場した後は最後まで存命している。また、『GG』でのみ孫策に「ばーちゃん」と呼ばれている。
孫権 仲謀（そんけん ちゅうぼう）
声 - 堀江由衣（GG、XX）、大橋彩香（WW、真）
アニメではアニメオリジナルキャラクターと原作のキャラクター2人存在。初登場はオリジナルの方で『GG』と『XX』である。貞淑でおしとやかな性格で、たびたび「孫子曰く○○」と孫子の格言を口にする。アニメ版公式サイトによれば学年は孫策よりも1つ下で、高校1年生。本名は小喬であり、いずれは周瑜へ嫁ぐ定めにある。張昭の元へ身を寄せており、自分の夫になる周瑜をひと目見たい、会って話したいという思いから孫家を訪れることを嘆願。張昭の「小喬として周瑜に会ってはならぬ」という言い付けを守り、素性を孫策の妹と偽っていた。最終話では本物の左慈を連れ、張昭の元へ帰っていった。
アニメWWと原作の『真・一騎当千』では本物の孫権が登場、主人公という扱いで南陽学園へ転校して来る所から始まる。孫策同様に龍を宿しており、その力は覚醒すればSランクの闘士を軽く凌駕する力を秘めている事が示唆されている。
左慈 元放（さじ げんぽう）
声 - 松岡由貴
アニメオリジナルキャラクターの少女。『GG』と『XX』に登場。『GG』では黒幕的な存在で、南陽学院の王允子師とは別人。孫策には「さっちゃん」と呼ばれている。ゲーム版の『Eloquent Fist』にも登場する。
生まれついての預言者として供えていた高い能力ゆえに、幼少時は周囲から迫害を受けていた。そのことがきっかけで強い孤独感に苛まれており、「強大な力を得て全ての闘士を死滅させる」ことを目的に呂蒙の中の龍を付け狙った。最後は孫策と孫権（小喬）の説得で改心し、彼女に連れられて張昭の元へ赴く。
なお、和解後は南陽学院中等部に編入しており、『GG』終盤で孫策達と学校に通っている場面が描かれた。

### 許昌学院
三国志でいうと魏に当たる。夏侯惇の工具箱に「土木科」があるので、建築関係にも力を入れている様子。ほとんどの生徒（闘士）は中等部を除いて私服で登場しているが、読み切り版の李通らの制服姿を見る限り、制服の設定はある様子。所在地は神奈川県横須賀市付近。

#### 曹操派
曹操 孟徳（そうそう もうとく）
声  - 赤城進（旧名：遠藤真）
許昌学院の頭主。3年生。Bランク。6月1日生まれ。AB型。170cm。炎の龍を宿す。
普段は海岸でのんびりしているが、その胸の内には天下統一を狙う野心家。過去に張昭のもとに赴き、百璧刀を抜き持ち帰った1人でもある。史実どおり、物語序盤では反董卓連合の指揮を執っていた他、人に興味を示したり、女好きであるような素振りを見せたりするような描写も多く存在する。軍事における真摯さは自他を問わないが、親友の夏侯惇と郭嘉を大切にしており、2人が傷つけられると烈火の如く怒り狂う、友情に厚い男でもある。
幼少時代はいじめられっ子であったような描写があり、道場の兄弟弟子達に曹操の勾玉継承者であるにも関わらず実力が低かったためにいじめられていた（その際に許褚が兄弟弟子達に制裁を加えていた）。また、兄弟弟子達が許褚を強姦しようとしたことを目の当たりにしたことがきっかけで龍が覚醒し、周囲に重傷を負わせたうえに駆け付けた師範を殺害した。それゆえに、龍に呑まれることを恐れ苦しんでいたが、許褚が身体を張って暴走を食い止めたことで制御に成功した。
第2部では、義経に眼球を潰されながらも心眼を開き圧倒した。
アニメ版では、『DD』の終盤において孫策と劉備の前に立ちはだかるも敗れ去り行方不明になっていたが、『GG』で再登場。OVA『EE』では義経との戦いが描かれた。目にも留まらぬ素早い攻撃に圧倒されて両目に重症を負わされるも、見えない事により逆に動きに惑わされる事がなくなり、心眼を開いて勝利する。だが、密かに勾玉を奪われていた事には気づいていなかった。
夏侯惇 元譲（かこうとん げんじょう）
声 - 初代：上田陽司（現：上田燿司）、『DD』以降：阪口周平
許昌の幹部で、曹操と郭嘉の親友。土木科2年生。Cランク→Aランク（『勾玉列伝』）。6月30日生まれ。B型。173cm。
「戦いの基本は拳と蹴り」を信条としている熱血漢。愛称「惇ちゃん」。「（～は）基本だ（ぜ）！」が口癖。色黒の肌にニット帽、顎鬚があるのが特徴。常に工具箱を所持している。戦場においては礼節を弁えており、戦闘終了後には破壊したコンクリートなどを自前の工具箱の道具で修繕する。なお、工具箱は孫策と初対面の際に持ち帰り忘れたが、孫策との再会時に戻ってきた。
原作1巻で楽就は夏侯惇の実力をAランクと言っているが、2巻で登場した本人はDランクであった。8巻でCランクに昇格。周瑜からは、戦闘力は特Aランクに匹敵すると評されている。南陽学院とは敵対しているが、孫策とは友好的であり、アニメでは呉栄に気に入られている。胡車児に左目を潰されてからドクロマークの眼帯を付けており、さらに親友の郭嘉が襲われたことで性格が若干厳しくなった。
アニメ版では孫策・呉栄と絡む描写が多く、原作に比べれば登場回数が比較的多い。第1期では大闘士大会にて呉栄が応援に来た際に許昌の仲間から「熟女が好みなのか？」と誤解されたり、『DD』では賈詡から「孫策とは友好的で母親と付き合っているのでは？」と言いがかりを付けられたり、『GG』の次回予告では孫策から夏侯惇の子を妊娠していると勝手に決め付けられたりするなど、アニメ版ではいじられキャラの扱いを受けている。孫策によると「あたし以上のバカ」。
『DD』の最終話では、曹操のこと以外の記憶を失っており、『GG』で偶然に知り合った呂布と共に洛陽高校に向かい、夏侯淵との戦闘中に自身の工具箱を見て記憶を取り戻す。『XX』では南蛮高校に向かう孫策に曹操から預かった百璧刀を預ける。OVA『EE』では関西闘士の襲撃を受けて入院した曹仁の見舞いに病院を訪れるが、軽症だった事と青龍刀を使っていた事で関羽が入院したと勘違いされてあらぬ噂が広がった事にツッコミを入れていた。物語終盤では仲間と共に許褚のピンチに駆け付けた。
読み切り版にも登場しており、この設定では色白で顎鬚がなかった。
郭嘉 奉孝（かくか ほうこう）
声 - 藤本隆行
許昌の幹部及び策士で、曹操と夏侯惇の親友。3年生。Aランク。9月1日生まれ。AB型。174cm。
郭病院という自身の姓のついた病院を構えていることや、医師に「奉孝ぼっちゃま」と呼ばれていることから、良家の御曹司である模様。煙草を吸っており、その影響でガンを患っていたが、後に完治する。だが、アニメ版ではそういった育ちの良さを思わせる場面は一切なく、煙草も吸っていない。才の多い策士であるが、大闘士大会にて呂蒙を圧倒したり（アニメ版第1期）、諸葛亮が差し向けた刺客である馬謖を返り討ち寸前まで追い詰めるなど、闘士としての実力も高い。
冷徹かつ用心深い性格。曹操を覇王にするべく賈詡と共に策を施していたが、予州学院壊滅後に襲ってきた馬謖に敗北、重体となってしまう（『DD』では死亡）。なお、夏侯惇はこの敗北事件を「甘寧の仕業」と勘違いしていた。原作での容態は一切不明。『DD』における曹操と許褚の関係が『XX』で原作に基づいた設定に変更されていたにもかかわらず、郭嘉は『XX』でも死亡した設定となっている。しかし、曹操の何かしらの力により幻影となって夏侯惇の前に現れ、彼に献帝の存在を示唆すると同時に用心するように促した。
読み切り版にも登場し、こちらの設定はほとんど現在の彼とは変わらない。
曹仁 子孝（そうじん しこう）
声 - 斎藤千和
曹褒の孫娘。許昌の警備隊長で許褚の親友。監查部所属（『勾玉列伝』）。3年生。Bランク（『特別編』曹操と出会いの時はDランク）。5月16日生まれ。O型。161cm。B：78・W：56・H：82。
自称Aランク（『特別編』は自称Bランク）だが、実際はBランクである。いわゆるドジッ娘。
張遼から青龍刀を借りて成都を襲撃するが、黄忠に阻まれて失敗。なけなしの勇気を奮って黄忠に色仕掛けを仕掛けるも、穿いていたのがスポーツ下着（デカパン）で、しかも胸が極めて貧乳だったために通用せず、一蹴されてしまう。
この失敗で隊長から分隊長に格下げになり、横浜港のレンガ倉庫前の海に沈められたと思われる百辟刀の捜索に駆り出される。この時、水着姿を披露して海に飛び込むが、準備運動をしなかったことが祟って足が攣り、溺れる羽目に。結果として分隊長も解任され、現在傷心中。しかし、趙雲が襲撃してきた時は部下が動揺する中で「百辟刀を見つけるまでは絶対に動かない」と気勢を上げたり、敗れはしたものの趙雲に真っ向から戦いを挑んでいくなど、闘士の意地は見せている。
OVA『EE』では物語冒頭で持っていた青龍刀により関羽と勘違いされて弁慶と義経の襲撃を受けて一蹴され、勾玉も奪われた。それにより入院する羽目になるが、戦いの途中で関羽ではないと気づいた義経に見逃されて軽症で済んだ。その時、青龍刀を破壊されたのを見た一般人により、関羽が敗北して入院したと勘違いされてしまう原因となった。後半では許褚のピンチに仲間と共に駆け付けるも、弁慶には相手にされず憤慨していた。
許褚 仲康（きょちょ ちゅうこう）
声 - 武田華
許昌学院の闘士。1年生。特Aランク。6月20日生まれ。O型。184cm。B：99・W：60・H：91。
転校生として登場し、過去に曹操と同じ道場で修業をしていた。少女時代の時点で同年代の男子より頭2つ分ほど背が高く、早熟だった模様。幼馴染である曹操のことを「孟くん」と呼んでおり、幼少時から彼の身を守ることを第一に考え、想いを寄せている。龍の力が暴走した曹操を身体を張って止め、彼が正気に戻るきっかけを作った。
桁外れの怪力を誇るが、口数は少なく、引っ込み思案な所がある。関羽の制服を繕ったり、曹操のハンカチに龍の刺繡を縫い込むなどの手芸も得意で、所属する手芸部の仲間からは「仲ちゃん」と呼ばれている。スポーツ万能で、様々な運動部からスカウトされたり、助っ人を頼まれている。実は特Aランクであることが、単行本第14巻初回限定版の小冊子で判明した。
アニメ版では『DD』で幼馴染設定だけが残っているものの、お互いは初対面状態。しかし、『XX』では原作準拠の設定へ変更された上、大闘士大会行きの船での再会をきっかけに馬超と親しくなる。また、『XX』以降では曹仁の親友という設定が追加され、2人セットの凸凹コンビとして登場することが多い。なお、酸味系の果物が好み。
OVA『EE』では弁慶と義経の許昌学院襲撃に際して曹操を守る為に弁慶に戦いを挑むが、実力の差によりピンチに陥った。だが、夏侯惇たちの助太刀と、曹操による義経の撃破により弁慶を撤退させる事に成功する。
原作の外伝で度々取り上げられたのが功を奏し、第2回人気投票では10位にランクイン。
夏侯淵 妙才（かこうえん みょうさい）
声 - 喜多村英梨
許昌学院の闘士。2年生。Aランク。4月19日生まれ。A型。170cm。B：90・W：59・H：89。
暗殺拳の使い手で、曹操のために闘う闘士。暗器を利用した戦闘が得意。故に、普段どこにいるかは曹操でさえ彼女の居場所を把握できない（郭嘉談）。途切れ途切れでしゃべるのが特徴で、ほぼ無口で無表情だが、曹操に対しては一途。『GG』のDVD特典映像では違う表情を見せた。
曹操とは海外で傭兵となっていた頃に、ジャングルで出会った。曹操に対する忠誠心は、趙雲からも「美しい」と評されているほど。張飛や呂布など、倒した闘士の数は作中で一番多い。また、21巻によると痛覚が無いらしい（故に、痛みで怯むことはなく、肉体自体が限界を迎えるまで戦い続けることができる）。原作では趙雲との戦いの際に背中から于禁に刺されて瀕死の重傷を負うが、20巻では立つくらいまでに回復していた。OVA『EE』では許褚のピンチに仲間と共に駆け付けた。
賈詡 文和（かく ぶんわ）
声 - 初代：寺田はるひ、『DD』：河原木志穂
洛陽高校の軍師。3年生。Dランク。1月6日生まれ。AB型。161cm。B：86・W：59・H：87。
董卓の懐刀として洛陽の采配を振っていたが、彼の死亡及び洛陽高校の崩壊を機に曹操の元へ下る。ノートパソコンを所持していることが多く、知識も豊富。有力な男性に取り入る術に長けており、所属する勢力内の該当者とは次から次へと肉体関係を持っている。なお、夏侯惇に兵を借りに行った際には「前線の兵の気持ちを判れ」と言われ、無理矢理肉体鍛錬やコンクリートの修繕をさせられる羽目になったことがあり、夏侯惇にシゴかれるうちにコンクリートの修繕の腕が夏侯惇に一流と称されるほどに上達していた。
徐晃 公明（じょこう こうめい）
声 - 遊佐浩二
許昌三柱神の1人。3年生。Aランク。12月27日生まれ。A型。174cm。
3人の中では最も良心的な部類に入る。黄忠と同様に、3人とも僧侶の格好をしている。坊主刈りに色白の肌が特徴。1800年前の因縁から決着を付けるべく、関羽と交戦する。
楽進 文謙（がくしん ぶんけん）
声 - 河原木志穂
許昌三柱神の1人。3年生。Bランク。7月10日生まれ。AB型。163cm。B：84・W：56・H：85。
「法力伝心来」という異能の力を持っている（作中では関羽の心と所在不明の百辟刀『雀』を探るべく、周瑜に使っている）。ただし、本人にとっては有益な力であるとは限らず、衝撃的な出来事を見ると体調が悪くなることもある。
僧侶の袈裟をいつも身に着けているので体形が分からず、性別も不明のままだったが、女性であることが単行本第14巻初回限定版の小冊子で判明した。
荀攸 公達（じゅんゆう こうたつ）
許昌学院の軍師。倒れた郭嘉の跡を継ぎ、その采配を振っている。百辟刀二刀流とはいえ、鴬統を追い詰めるなど、闘士としての実力も高い。
于禁 文則（うきん ぶんそく）
声 - 飯島肇
許昌学院の闘士。3年生。Aランク。
スキンヘッドが特徴の二刀流の節根使い。原作では片言でしゃべるが、アニメ版では流暢にしゃべる。言動や行動から察するにスケベな性格である。常に自分と同じくスキンヘッドの仲間を連れており、原作では彼の部隊のみで劉備を狙うが関羽に倒され、『DD』ではこの件で曹操から制裁を受けた描写がある。後に夏侯淵の部隊として再び劉備を狙い成都学園を襲撃するが、趙雲に阻止される。

#### 司馬懿派
司馬懿 仲達（しばい ちゅうたつ）
声 - 斎賀みつき
許昌学院の軍師。2年生。Bランク。6月20日生まれ。AB型。身長164cm。B：87・W：58・H：85。
影の支配者。その知略は賈詡でも読み取れない（とはいえ、それなりに勘繰ってはいる）。原作ではイジメにより暴走した典韋を止めるために両足を失っているが、アニメ版では両足が健在で車椅子に乗っている。また、『DD』では首元から下腹部にかけてコウモリの羽根に似た刺青を入れている。軽音部に所属していたらしく、エレキギターが得意。
聖母のように穏やかな女性に見えるが、本質は極めて冷酷非情であり、部下も戦闘における駒としか考えていない。龍に怯える曹操を一時は操っていたが、彼女が龍の力を押さえ込んだ以降は完全に立場が逆転してしまっている。『DD』終盤では、赤壁の戦いによって肉体が消滅した。
原作では正体は魏諷 子京であり、献帝は別人で判明した。
献帝（けんてい）<『XX』>
声 - 斎賀みつき
後漢王朝最後の皇帝。素顔を仮面で隠し、典韋の前では司馬懿を名乗っている。典韋を組織に引き入れた。典韋からは「マリア様」と呼ばれている。
南蛮高校の孟獲と孟優の前に突如姿を現し、彼女達を引き連れて南蛮高校を拠点に大闘士大会を主催する。だが実態は、死者の復活に必要となる肉体と血のために大闘士大会の名を騙り、さ迷う怨念の魂を入れるために用意された肉体とそれに必要な闘士の血を用意して禁忌である反魂の術（死者再生の儀式）で死者を甦らせ、全ての闘士達を滅ぼそうと企んでいた。
正体は司馬懿。赤壁の戦いで肉体が消滅して行き場を失った司馬懿の魂は、地獄の底でさ迷いながら叫び続けていた。その声に答えた者達の力が一体となり、身体を作り上げた。
最後は伯符との戦いに挑むが、彼女が戦いから身を引いたことで伯符に最後の言葉を残し、その場から消滅する。
典韋（てんい）
声 - 高橋美佳子
許昌学院の闘士。中等部3年生。特Aランク。11月5日生まれ。AB型。身長155cm。B：70・W：52・H：73。
中学生闘士では唯一の特Aランク（既に数人殺害している）。司馬懿を慕っている。カトリックであり、たびたび聖母マリアを崇める発言が多い。本作初のゴスロリキャラクターで、常にその種の格好をしている。主な武器は、弓とエレキギターに仕込んだ剣。性的虐待を行っていた父親を殺害した過去を持つことから、学内でイジメに遭っていた。玉璽を求めて呂蒙に襲い掛かるが、黄忠（『DD』では趙雲）に妨害され、さらに龍の力が覚醒した呂蒙に圧倒された。その過程で原作では右腕を失うが、アニメ版では無事だった。人気投票では9位→ランク外。
『XX』では献帝を司馬懿と思い込み、忠実な部下となる。馬超との戦いに挑むが、彼女の衝撃波によって崩れた壁から森の闇へ落下し、消息不明に。最終話では司馬懿の悪霊に自身を乗っ取られ、許昌学院の生徒を闇討ちする。最後には馬超を襲うが、その場にいた曹操によって司馬懿の悪霊は完全に消滅させられ、典韋は彼に引き取られた。その後、OVA『血風録』では健在で、曹操に付き従っている。
張遼 文遠（ちょうりょう ぶんえん）
声 - 水島大宙
許昌学院の闘士。1年生。Aランク→特Aランク。
文武に長けた闘士。郭嘉の後任だが、司馬懿一派の1人でもある。身体的な容姿は短髪の金髪、浅黒い肌、長身、ジャージ姿が特徴。年上には敬語を使うなど礼儀正しいが、敵対する人物や信用できない者にはタメで話す（周瑜や荀攸には「さん」付けしている）。初登場時は賈詡の服をいきなり剥くというセクハラ行為を行っており、曹操派の参謀である郭嘉と賈詡を見下した。一応は曹操の信も得ているようで、原作では賈詡ら曹操派の幹部と共に名指しで忠臣扱いを受けている。
周囲の物の氣を操る力を持ち、赤壁の戦いの最中において特Aランクへ昇格した。
典韋を「典ちゃん」と呼んでおり、『DD』では、エピローグで典韋と共に牧場を訪れ、親しくしている様子が描かれた。『XX』では回想の1シーンにしか登場せず、物語上には登場しない。OVA『EE』では許褚のピンチに仲間と共に駆け付けた。
張郃 儁乂（ちょうこう しゅんがい）
声 - 中村浩太郎
許昌三柱神の1人。3年生。Aランク。拷問部所属（『勾玉列伝』）。7月29日生まれ。B型。180cm。
三柱神の中で唯一の司馬懿派。徐晃とは対照的に色黒の肌に坊主刈りが特徴。原作では張飛を襲おうとして、逆に復活した太史慈に倒される。言動から察すると粗暴さが目立つが、『DD』ではエピローグにて徐晃や楽進らと共に座禅していたり、『XX』では修行の旅に出ていたりと、原作より良心的な性格をしている。
蜴頓（とうとつ）
声 - 不明
烏丸高校の頭主。1年生。
烏丸族（うがんぞく）の頭領だが、曹操に烏丸高校を傘下にされ手下となった。サングラスと長髪が特徴。グリーン色の雷撃系の超圧光球の技を持つ。原作では南陽闘士狩りをしていた夏侯惇を裏切り、周瑜を拉致したが、彼を傷付けたことが原因で曹操から除名処分を受ける。それを逆恨みして曹操の殺害を試みるも、返り討ちにあい内臓を破裂させられ死亡。
『DD』では曹操に無断で、トイレの真っ最中だった孫策を闇討ちしようと企むが、そんな騒ぎに駆け付けた彼女の母である呉栄をババア呼ばわりしたことで、返り討ちに遭う。その後、闇討ちの件が曹操（正確には曹操のもう一つの人格）の怒りを買い、烏丸族全ての者が身体を真っ二つに斬殺された。
なお、本来は「蹋頓」または「蹹頓」の表記が正解であるが、『DD』のクレジット上では上記の文字が使われた。

#### その他（許昌学院）
王双 子全（おうそう しぜん）
声 - 森久保祥太郎
許昌学院の闘士。2年生。Cランク。5月25日生まれ。B型。
原作では大闘士大会前に仲間と共に勾玉を狙い、砂浜にいた孫策と周瑜に絡むが周瑜に一撃で倒された。それ以降は登場しなかったが、20巻で牛金とともに再登場。弁慶に挑むも返り討ちにあう。
アニメ版では第1期に郭嘉の相方的存在として登場し、許昌学院の代表として大闘士大会に参戦する。夏侯惇や郭嘉の活躍により、自らが戦うことはなかったが、一騎当千DVD-BOX付属の小冊子によれば、闘士としての実力は充分とのこと。アニメ版第1期以降は登場していない。
卞喜（べんき）
許昌学院の闘士。1年生。Fランク。身長160cm。体重52kg。B：80・W：60・H：88。
百辟刀を探しに来た関羽に倒される。『勾玉列伝』では図書委員。自分の弱さを知って生きている。流星錘を使う強くなる道を求めて。
孟坦（もうたん）
許昌学院の闘士。1年生。Fランク。
百辟刀を探しに来た関羽に倒される。『勾玉列伝』では保健委員。妄想好きな少女。自分がSランクだと妄想したり、かっこいい登場や拷問されたりすることがよくあります。卞喜がよく保健室に来たので彼女に気づいた。卞喜は自分より弱いと思っていたが、彼女の流星錘を見て、自分がもっと弱いかもしれないと思った。
秦琪（しんき）
許昌学院の闘士。2年生。百辟刀を探しに来た関羽に立ち塞がるが一蹴される。
孔秀（こうしゅう）、韓福（かんふく）、王植（おうしょく）
許昌学院の闘士。百辟刀を探しに来た関羽に倒される。
夏侯恩 子雲（かこうおん しうん）
許昌学院の闘士。2年生。Aランク。
日本刀「虎鉄"青紅（せいこう）"」の使い手。趙雲に倒される。
淳于導（じゅんうどう）
許昌学院の闘士。2年生。Bランク。
青龍刀の使い手。于禁と同じ格好でスキンヘッド。趙雲に倒される。
牛金（ぎゅうきん）
許昌学院の闘士。Bランク。
レスラーマスクを被った筋骨隆々の巨漢。賈詡によると「許褚を凌ぐ怪力の持ち主」だが、周瑜に一撃で倒された。
李通 文達（りつう ぶんたつ）
許昌学院の闘士。3年生。
読み切り版にのみ登場する。本人の勾玉のランクが低かったので呂布（読み切り版には登場せず）の勾玉を郭嘉からもらいうけて馬超を襲うが、覚醒した彼女に敗れる。その2日後、行方不明となった。
蔣幹 子翼（しょうかん しよく）
許昌学院の闘士。Eランク。諜報部所属。
『勾玉列伝』第15話登場。自称「腕力ナシ男性経験ナシのEランク」。卞喜と出会いの時は許褚を調査ているようだ。

### 成都学園
三国志でいうと蜀にあたる。そのため、孔明ら桃源院関係者も本項に含む。登場する人物キャラクターはほとんどが女性で、生徒もほとんどが女子 だが、原作では男の黄忠が成都学園3年と名乗っていたり、番外編で男子生徒がモブキャラクターとしてごくわずかにではあるが登場している。所在地は埼玉県秩父市。女子の制服は中等部・高等部ともにセーラー服。原作ではコンクリート建築だが、アニメ版では木造となっている。また、アニメ版第1期では、関羽以外の闘士は登場しない。
関羽 雲長（かんう うんちょう）
声 - 初代：岡寛恵、『DD』以降：生天目仁美
成都側の主人公。成都学園最強の闘士。3年生。特Aランク→Sランク。11月8日生まれ。A型。身長172cm。B：94・W：60・H：91。
愛称は「関さん」。他の闘士の追随を許さない圧倒的な強さを誇り、自らの放つ氣は郭嘉ですら怯ませてしまうほど。常に青龍刀を携えており、主にそれを駆使して闘うが、体術のみでもその戦闘力は凄まじい。原作では劉備を守るために自ら許昌学院の人質になり、赤壁の戦いでは曹操の元で戦った。
同じ女であるにも関わらず、玄徳に対して強い恋愛感情を抱いている。単行本第13巻のおまけ漫画に登場した「心露石」に触れた時は、玄徳への恋心が暴走して彼女を押し倒したことがある。『GG』でも玄徳といろいろな妄想をして暴走しかけるなど、ふとしたきっかけで大胆になることが多い。その玄徳からは「ちょっと暑苦しい」と言われ、ショックを受けている。嫌煙家。
番外編および『GG』では彼女の下駄箱にファンレターやプレゼントなどが入っていたり、後輩からプレゼントを渡されたりする描写から、ファンが多い模様。
21巻の胤舜との戦いにおいて苦戦するが、関東闘士初のSランクに昇格して勝利する。このとき勾玉の色が七色に輝き、孔明も「初めて見る」と驚いていた。
なお、塩崎は関羽をガングロでミニスカ、ルーズソックスと設定してしまったことで色々と不安がっていた。
人気投票では主人公の孫策を抑えて1位→1位と2連覇。アニメ版でも原作と同様の高い人気を得ており、『DD』においては主人公の孫策より多く登場する。OVA『血風録』では、孫策と互角の戦いを繰り広げた。OVA『EE』では、冒頭で曹仁が義経に敗北して入院するのだが、その時曹仁が持っていた青龍刀を破壊されたのを見た一般人により、関羽が敗北して入院したとネット上で噂になってしまう。劉備たちと別行動を取っていたのがなおさら心配される原因となる。胤舜との戦いにおいて仲間のピンチに登場。青龍刀を破壊されるなど圧倒されるも、原作同様に勾玉が七色に輝き、Sランクに昇格するエピソードが描かれた。
劉備 玄徳（りゅうび げんとく）
声 - 真堂圭
成都学園の頭主。2年生。Eランク。6月23日生まれ。B型。身長160cm。B：96・W：61・H：92。雷の龍を宿す。
読書がとても大好きで、暇があれば読書ばかりしている眼鏡っ娘。図書委員会所属。普段は大人しく闘いも好まない性格で、年下の張飛に頭首としての威厳の無さを怒られる場面も多い。また、「無駄に乳がでかい」と言われることも少なくないが、龍が覚醒すると凶暴になる（上位ランクの闘士10人を病院送りにしたほど）。関羽に「カナヅチ」と言われるほど運動神経は低く、走って転ぶことも多い。しかし、そんな見た目に反して性格は非常に頑固。『DD』ではたらこスパゲッティやたらこおにぎりなど、たらこ味系が好物。なお、孫策からは「りゅうちゃん」と呼ばれている。
人気投票では6位→5位。
OVA『血風録』では、繊細かつ単純明快な内容の修学旅行のしおりを作るという特技・行動力も見せた。
張飛 益徳（ちょうひ えきとく）
声 - 茅原実里
成都学園の闘士。1年生。Cランク。8月9日生まれ。O型。身長161cm。B：86・W：59・H：87。
Cランクだが、いずれは特Aランクになると言われるほど潜在能力は高い。
関西弁をしゃべり、お菓子が好物で、よくスナック菓子の袋を抱えている。普段は玄徳のお守り役も兼任している。塩崎によると「関西弁の似合うキャラ」とのこと。玄徳からは「張さん」と呼ばれている。夏侯淵との戦闘で重傷を負うも、後に復活する。『DD』では、黄忠と親しい描写が多かった。先述の「心露石」により、実は乙女な心を持ち合わせているが判明した。
『XX』では必殺技「蛇矛連還劈拳」を使い孟獲を倒した。人気投票では10位→8位。
原作20巻より、中学2年の時点では関西の大和学院に在籍していた。しかし9巻においては、3年前（つまり中学1年）の時点で劉備と共に成都学園に通っている描写があり、話に矛盾が生じている。
趙雲 子龍（ちょううん しりゅう）
声 - 浅川悠
成都学園の闘士。2年生。特Aランク。8月4日生まれ。A型。身長170cm。B：89・W：59・H：87。
物静かでクールな性格。妖刀村正「斬龍」を駆使して戦い、実力は関羽をも凌ぐと噂される。塩崎によると「登場させるには、放浪しているから難しい」とコメントしているほど、登場に悩まされた闘士である。趙雲だけがブレザーの制服を着ている理由は、「別の所から玄徳を守っているから」とのこと。なお、このブレザーは以前在籍していた幽州学園のものであることが、単行本第14巻の初回限定版特典小冊子で判明した。玄徳からは「子ーさん」と呼ばれている（『DD』では「趙雲さん」だが、『GG』では原作どおり）。黄忠と旧知の仲で互いに信頼し合っている。 他の登場人物に比べ、パンチラなどの露出シーンが圧倒的に少ない。
高校生にもかかわらず、既に大の酒好き。『DD』のDVD映像特典では、温泉入浴中にいくら飲んでも顔色一つ変えないほどの酒豪ぶりを見せる。じゃんけんも強く、野球拳対決では孔明と延々とあいこを繰り返していた。また、担当声優の浅川は演じるのに苦労していたことをラジオで語っている。
常時閉じた状態の瞼については、周囲の微妙な動きや大気の変化を鋭敏に感じ取る修練のために閉じているだけで、盲目ではない。戦闘時も基本的にはそのままだが、最大限に力を発揮する必要がある際には見開く。斬龍を持っていないと落ち着かないようで、寺の補強をしていた黄忠が丸一日斬龍を勝手に持ち出して支え代わりにしていた時は珍しくキレて彼を血祭りにしている。人気投票では4位→4位。
馬超 孟起（ばちょう もうき）
声 - 遠藤綾
元涼州高校のリーダー。『XX』最終話で成都学園に転校してくる。
涼州高校を参照
孟達 子度（もうたつ しど）
成都学園の闘士。外伝に登場。ボーイッシュな少女で一人称は「僕」。劉備と同じく図書委員会所属。
周倉（しゅうそう）
声 - 不明
成都学園の闘士。1年生。関羽のファンの1人で関羽に直接プレゼントを手渡しした。眼鏡っ娘。
趙累（ちょうるい）
成都学園の闘士。第18巻の外伝にて登場。趙雲の愛刀が行方不明になった際に暴走した趙雲の被害に巻き込まれる。
関平（かんぺい）
声 - 柚木涼香
PSP用ゲーム『Eloquent Fist』及び、『XROSS IMPACT』に登場するゲームオリジナルの女闘士。中等部所属。
関羽を強く慕っており、彼女のためにひたすら強くなることを考えている。その思いの強さゆえに作中では何度も暴走していたが、ラストで「本当の強さ」というものを理解し、修行のために中国へ渡る。その道中では貂蝉と共に行動していたため、以降は彼女を勝手に相棒扱いしている。
当初は孔明から「Eランクにも満たない」と言われるほどの実力だったが、『XROSS IMPACT』で再登場した時にはDランクに昇格していた。
『Eloquent Fist』中の技「坦之連続脚」の来源では関平の民間伝承の字「坦之」。
阿斗（あと）
声 - 加藤英美里
PSP用ゲーム『XROSS IMPACT』に登場するゲームオリジナルの女闘士。中等部3年生。闘士ランクはF。
幼いころの虐めからヒーローにあこがれており、アメリカで修行した後自分を馬鹿にした人達を見返すためにバトルトレジャーハンティングを開催する。敗戦後は自分を倒した相手（ストーリーによって孫策、関羽、呂布のいずれか）が本当のヒーローなのだろうということを理解して改心。以後孫策（あるいは夏侯淵）相手に毎日戦いを挑むようになる（孫策は迷惑がるが、夏侯淵は満更でもない様子）。また劉備のことを「お姉様」と慕うようになる。そのため、関羽と孔明からは強い敵意を抱かれてしまうが、本人は無自覚。
史実では後の劉禅 公嗣（りゅうぜん こうし）にあたる勾玉継承者。

### 桃源院
闘士の総本山。成都学園と密接な関係にある。
諸葛亮 孔明（しょかつりょう こうめい）
声 - 門脇舞以
成都学園の軍師。中等部1年生。Cランク。1月1日生まれ。AB型。身長143cm。B：60・W：48・H：58。
山奥に住んでいる少女。小さいながらも計り知れない才知をもち、その冷徹さと郭嘉暗殺の策謀には左慈も舌を巻いた。関羽と同じく劉備には同性愛を持っているらしく、一緒に入浴した際には乳房を掴んだりしていた。
『DD』のDVD映像特典では、温泉にて劉備のみならず関羽や張飛にまでセクハラ行為を行った上に、乳房が劉備より「固い」と言って2人を凍りつかせている。趣味は昼寝と釣りで、『DD』のエピローグからは釣りが得意である様子が窺える。玄徳からは「孔ちゃん」と呼ばれている。
普段はほとんど無表情だが、関羽がSランクに昇格し、勾玉が七色に光ったときには驚きを隠せなかった。
人気投票では7位→7位。
黄忠 漢升（こうちゅう かんしょう）
声 - 三宅健太
桃源院最強の闘士。成都学園3年生。特Aランク。『DD』では「桃源院闘士」とクレジットされている。
ごつい体格には合わないほど純情である（女性モノの下着で真っ赤になり、4コマ漫画では自分の煩悩は「女体」と答えている）。常に僧侶の姿でいる。成都学園3年を名乗り、趙雲と旧知の仲。互いに信頼している様子で刃こぼれした斬龍の修理を依頼しに向かった際は彼女に同行している。原作では典韋と闘って窮地に陥った呂蒙を助けたが、アニメ版ではその役割が趙雲に変更されている。当初は、張飛にハゲ呼ばわりされていた。実は超絶むっつりスケベのエロ坊主であり、先述の心露石によってその本性を暴露してしまう。成都学園男子生徒では唯一の主要キャラなのでちょいちょい美味しい場面に遭遇する。おまけ漫画で寺の補強をするために丸一日斬龍を勝手に持ち出し、支えにした際は趙雲に血祭りにされていた。
馬謖 幼常（ばしょく ようじょう）
声 - 『DD』：天田有希子、『GG~』：亀岡真美
成都学園高等部1年生。Bランク。3月30日生まれ。A型。身長162cm。B：87・W：57・H：85。
孔明の命により、甘寧の仕業を装って郭嘉を襲撃し、重体（アニメ版では死亡）に追い込んだ。トンファーの他、チェーンなどの武器、単福得意の香 も使用する。根は善人だが、孔明の命となれば暗殺すらやり遂げる度胸の持ち主。玄徳からは「幼ちゃん」と呼ばれている。アニメ版では、孔明に常時付き従っている。
龐統 士元（ほうとう しげん）
成都学園高等部2年生。Bランク。9月1日生まれ。A型。身長163cm。B：87・W：58・H：86。
許昌へは蔣幹 子翼として潜入。捕虜となっていた周瑜に色仕掛けで迫るなど、からかう。黄忠を「黄ちゃん」と呼んでいる。アニメ版には未登場だが、『DD』や『XX』のDVD特典映像にはモブキャラクターとして登場（声なし）。
馬良 季常（ばりょう きじょう）
第13巻にて初登場。史実と同じく、眉毛が白い（白眉）。単福と行動している最中、火山噴火を心配していた。
魏延（ぎえん）
馬良の同期。
司馬徽 徳操（しばき とくそう）
声 - 樫井笙人
関羽達から「水鏡先生」と慕われている、眼鏡を掛けた小柄な老人。単福（徐庶）とは昔から桃源院で修行してきた仲。単福に「飲んだくれ」と呼ばれるほど酒好きであり、若い頃は単福と一気飲みを競い「北の水鏡（オオカミ）」と謳われていた。原作では片言の言葉でしゃべるが、アニメ版ではかなり流暢にしゃべる。南陽学院の士孫瑞とは旧知の仲。
徐庶 元直（じょしょ げんちょく）
声 - 『DD』：清川元夢、『XX』：高岡瓶々
桃源院を統括しているらしき人物。別名「単福」。元Cランク（闘士としては引退した模様）。キノコが好物であり、毒キノコであっても口にするほど。また、それに因んでケシやブームの香を使って幻覚や筋弛緩を誘う闘い方を得意としており、実力では遥かに上の関羽を一度は圧倒した。水鏡（司馬徽）とは旧知の仲であり、若い頃は一気飲みを競い、「南の単福（トラ）」と謳われていた。

### 洛陽高校
原作では学級菜園でスイカ畑があることや、アニメ第1期ではガラスハウスで草花を栽培していることから、園芸関係にも力を入れている様子。
董卓 仲穎（とうたく ちゅうえい）
声 - 浪川大輔
洛陽高校の頭主。3年生。Aランク（実際は特Aランク並の実力を持つ模様）。1月31日生まれ。B型。身長165cm。
高1で関東一円を没落させ、多くの学校および闘士達を統率する実力者で、その異様さからは「魔王」と呼ばれ恐れられている。献帝の詔勅を持ち、闘士達に「大闘士大会」を開催する。元々は張昭（アニメ版第1期では張綱）の弟子だった。
ナイフで自分の喉を傷つけるなど、かなりの自傷癖を持つ（それゆえに体中には絆創膏を貼られているか、包帯を巻かれている）。趣味はスイカ栽培で、アニメ版第1期では孫策の前に市民プールに赴き、挨拶代わりにスイカをプレゼントしている。その際に「スイカは好きではない」と発言している。
原作では呂布との戦闘後は百僻刀を携えて自決の道を選んだが、アニメ版第1期では死期を悟った呂布に道連れで殺され、死に際に董卓自身の魂を孫策に宿らせ利用するも、最終的に彼女に宿る龍に食われ、董卓自身の魂は完全に消滅した。
原作では孫策との面識は全く無い上、張昭・呂蒙・呂布と3人連続で戦ったが、誰も董卓に勝てなかったことから、戦闘能力に関しては非常に高い。
呂布 奉先（りょふ ほうせん）
声 - 渡辺明乃
洛陽高校の闘士。3年生。Aランク。10月28日生まれ。AB型。身長166cm。B：91・W：58・H：90。
緑髪のツインテールで小麦色の肌をしたコギャル。上半身はブレザーを直接着込み、下半身はミニスカートにルーズソックスを着用している。
難病 を患っており、原作では夏侯淵との戦闘後に病気が悪化して死亡（アニメ版第1期では董卓を道連れに自決）した。戦闘能力に関しては原作で董卓と夏侯淵の2人以外には全勝するなど、相当に高い実力を持つ。左慈とは旧知の仲。原作では名家の令嬢らしき描写があるが、単行本巻末のおまけ4コマ漫画などでは大っぴらな性格となっている。
呂蒙へのセクハラや陳宮との同性愛からレズビアンであることが窺えるが、董卓や左慈（王允）との関係を匂わせる描写も存在するため、両刀使いでもある模様。
原作では自決直前の董卓に言われるまで「左慈は王允」であることを知らなかった。
人気投票では5位→6位を獲得するなど、死後も人気が高いキャラクターである。
『GG』では、再登場するも実は左慈（本物）の術で生き返らされた身であり、最終話で呂蒙と激突した後に光となって消滅した。孫策との面識は原作では皆無だが、アニメ版では第1期の終盤で相対するも、『GG』では出会って早々に友人となっている。なお、『GG』でのみ孫策に「ふーちん」と呼ばれている。
陳宮 公台（ちんきゅう こうだい）
声 - 岡寛恵
洛陽高校の闘士。2年生。Cランク。12月24日生まれ。AB型。身長160cm  B：84・W：56・H：83
呂布を慕い、幼少時から付き従っている少女。アニメ版第1期では呂布と同性愛の間柄であり、肉体関係も結んでいる。
素質はあるようで、曹操には「いずれや必ずAランクに昇る器」と言われた。呂布のために玉璽を奪おうと洛陽へ潜入するが、賈詡に見破られて彼女の配下の李傕によって陵辱を含む暴行を受け瀕死の重傷を負い、病院のベッドで生死の境を彷徨っていた。原作ではその後、許昌へ乗り込んだ呂布を助けに行った際に曹操に許昌へ下るよう誘われるが断って、呂布と共に自決の道を選んだ。アニメ版第1期では、病院のベッドでそのまま息絶えている。
ゲームPSP版『XROSS IMPACT』で再登場。アニメ第1期から数えると7年ぶりの登場である。
貂蝉（ちょうせん）
声 - 小林ゆう
洛陽高校の闘士。3年生。Aランク。身長165cm。B：89・W：59・H：90。
PS2用ゲーム『Shining Dragon』とPSP用ゲーム『Eloquent Fist』に登場する、ゲームオリジナルの女闘士。身の丈ほどもある大剣を、片手で軽々と扱う。
髪型は金髪のロングヘアでアホ毛。服装はカチューシャと青のキャミソールを着用し、ブレザーは腰に結んである。
呂布を慕っており、既に死亡済みの彼女を復活させるべく、様々な手段を講じる。「光の龍」と呼ばれる幻影を生み出す龍を宿し、その能力を発現させた時は特Aランク並の戦闘力を見せる。また、生み出される幻影はオリジナルと寸分違わぬ外見と能力を持っており、一目で見破るのは極めて困難である。
光の龍の力は董卓に実験台として宿されたものであり、長らく幽閉されていた。
性格はガサツで大雑把、ガラも悪ければ口も悪く、『Eloquent Fist』では自分より年下の司馬懿を「オバサン」と呼んでいた。『Shining Dragon』では龍の力に振り回されていたが、『Eloquent Fist』では完全に制御していた。ちなみに『Eloquent Fist』以降、一緒に旅を続けていた縁で関平から勝手に相棒呼ばわりされるが、本人は非常に嫌がっている。また性格が全くもって対照的な夏侯淵とはそりが合わず、自己紹介をされても彼女を「チャイナドレス」の呼び方で統一している。
関羽とは幼馴染で、彼女を「雲長」と字で呼んでいる。
賈詡 文和（かく ぶんわ）
声 - 初代：寺田はるひ、『DD』：河原木志穂
洛陽高校の軍師。董卓の死後は、許昌へ下った。
許昌学院を参照
華雄（かゆう）
声 - 蓮池龍三
洛陽高校の闘士。筋肉質の男。実力は不明だが、大闘士大会にて登場し、夏侯惇に注目株の1人にあげられたり、賈詡と行動を共にしていた際に曹操を「Bランクのチビ」と呼んでいることからそれなりの実力者である様子。
李傕 稚然（りかく ちぜん）
声 - 遠藤真（現：赤城進）
洛陽高校の闘士。賈詡の配下。左頬に刺青のある男。玉璽を奪おうとした陳宮を賈詡とともに襲撃し、暴行を加え拘束したため、キレた呂布に重傷を負わされる。
侯成（こうせい）
洛陽高校の闘士。左目に刺青をした男。呂布配下の闘士の一人だが、董卓の死亡後に曹操の手土産として呂布の殺害を目論むが返り討ちにされた。

### 呉郡高校
于吉（うきつ）
声 - 小林由美子
呉郡高校の頭首。2年生。Aランク。7月7日生まれ。O型。身長155cm。B：80・W：55・H：83。
一人称は「ボク」。色黒で野性的な少女。「戦いの天才」と称されており、普段は錘の入ったリストバンドを着けている（重さは40kg）。孫策との対戦後は喋れない状態になっていたが、少しずつ回復している。
アニメ版第1期では、初登場時からなぜか孫策に親しそうに話しかけてきた。真・一騎当千でも出演する。
作中では「史実上、孫策を殺害した人物」と説明されているが、現実には『三国志演義』の話である。
許貢（きょこう）
呉郡高校の闘士。妖刀「村正」を携えており、孫策に村正で挑むも彼女の計り知れない力に圧倒され自ら負けを認める。また、彼女の昇竜が見える。
呉沌（ごとん）
呉郡高校の闘士。Bランク。
孫策・周瑜が呉郡高校に到着する前にCランク闘士達の首尾を指揮していたが、到着した孫策・周瑜に敗北する。
趙景（ちょうけい）
声 - 三宅健太
呉郡高校副総長。Aランク。
坊主刈りが特徴の大男。于吉に挑みに来た孫策に交戦する時期ではないと諭す。後に孫策に倒される。
費敬（ひけい）
呉郡高校の闘士。2年生。Bランク。
八極拳の達人。ブルース・リーを髣髴させる風貌が特徴。並みのBランクより強い闘士であるが、孫策に倒される。その後、龍が覚醒した孫策に挑むが彼女に左足を折られる。孫策によると、許貢より強い。

### 揚州学園
太史慈 子義（たいしじ しぎ）
声 - 初代：三宅健太、『XX』：後藤淳一
揚州学園の闘士。Aランク。3月3日生まれ。B型。身長182cm。
サングラスが特徴の色黒の大男。頭首の命令であっても卑怯な戦法は決して使わず、正々堂々とした勝負を求める「男の中の男」。孫策との対戦後に仲間の不意討ちを受けて生死の境をさ迷うが、諸葛瑾の氣によって復活を遂げ、以降は孫策達に協力している。闘士としての実力はトップクラスで長期間眠っていたにも関わらず、衰えぬ実力を見せていた。南陽学院過去に于吉に勝負を挑み、彼女と引き分けた数少ない闘士の一人でもある。
アニメ版では復活のシーンは未登場。1期で終わったが、原作の真・一騎当千では出演している。
劉繇 正礼（りゅうよう せいれい）
声 - 蓮池龍三
揚州学園の頭主。自己保身のみを考えており、太史慈とは対照的に陰湿かつ陰険な性格で、董卓の詔勅で孫策を殺害しなかった太史慈に辛く当たるなど、その主義は徹底している。その後も董卓の詔勅で、孫策を襲撃するが敗北する。アニメ版第1期では太史慈の一件で孫策の怒りに触れ、揚州学園に直接殴りこみに来た彼女に仲間もろとも全滅させられた。
樊能（はんのう）
声 - 藤本隆行
揚州学園の闘士。2年生。Cランク。
劉繇に付き従う闘士。喫煙者。刃物が着いた指輪のような武器で戦う。原作では孫策が初めて戦った闘士であり、孫策を揚州学園の仲間にしようと勧誘するが、即座に断られ彼女に戦いを挑むも結果的に倒された。その後、董卓の詔勅で再び彼女に戦いを挑むも再び敗北。彼女に2度倒された闘士ではあるが、体は丈夫なようである。2度目の敗北後、孫策に「闘士の勾玉は1800年前と同じ歴史を繰り返し、それは孫策にも適用されている」と忠告する。作中では孫策に対する突っ込みや狂言回しの役割を担う人物としても描写されている。

### 予州学院
顔良（がんりょう）
声 - 初代：斉藤次郎、『DD』：三浦潤也
予州学院の闘士。3年生。Aランク。8月28日生まれ。B型。身長180cm。
右目に大きな傷（アニメ版では隻眼）がある男。喫煙者。実力者であるにもかかわらず、「勝つためなら卑怯なことでも平気でやる」という信念を持ち、原作では大闘士大会の予選の際に周瑜に反則攻撃を目論んだが、関羽に止められている。また、原作とアニメ版第1期では呂蒙に倒され、『DD』では許昌三柱神に倒されている。
文醜（ぶんしゅう）
声 - 初代：米田直嗣、『DD』：木下尚紀
予州学院の闘士。Bランク。
スキンヘッドの大男。2年前の大闘士大会で、程普を失明させた張本人。原作では回想シーンなどで姿を見せるだけだが、アニメ版では顔良と一緒に倒されるシーンが追加されている。『DD』では顔良と同じく許昌三柱神に倒されている。
胡車児（こしゃじ）
声 - 生天目仁美
予州学院の闘士。2年生。Aランク。
暗器使いで、左目の下に十字の模様を入れている女性。曹操を守ろうとした夏侯惇の左目を投げナイフ（アニメ版では含み針）で潰すが、それを見て暴走した曹操に倒される。
高覧（こうらん）
予州学院の闘士。Aランク。
ロングヘアーが特徴の女性。大闘士大会では先鋒に出るが顔良に気絶させられる。アニメ版の本編には未登場だが、『DD』のDVD特典映像にはモブキャラクターとして登場している。
田豊 元皓（でんぽう げんこう）
予州学院の闘士。Aランク。
眼鏡をかけた男性。袁紹に忠誠を尽くす闘士。実力は不明だが、殺気で顔良が萎縮してしまうなど、相当な実力者であると思われる。
袁紹 本初（えんしょう ほんしょ）
予州学院の頭主。Aランク。
樊能が「バケモン闘士」と呼んでいることから実力者であるようだが、郭嘉によれば「フヌケ」。刺客（胡車児）を放ち、曹操・夏侯惇を襲わせた。『DD』では、その報復として、許昌三柱神に顔良と文醜が倒されたことで戦意喪失し、投降して仲間と共に許昌学院の傘下となった描写が追加されている。
孔伷（こうちゅう）
予州学院の闘士。董卓に倒された。名前のみの登場。
後に発売された新装版1巻では、彼の存在がなかったことにされている。
麴義（きくぎ）
Aランク。妖刀（西欧の剣）と投げナイフを駆使する。公孫瓚誅戮の勅が出るなか幽州高校を襲撃し、同校の闘士（当時）趙雲と対決するが、敗北。生命は保たれた模様。

### 涼州高校
馬超 孟起（ばちょう もうき）
声 - 遠藤綾
涼州側の主人公で涼州高校の頭主。特Aランク（『XX』ではAランク）。B：88（Eカップ）。足のサイズは23.5cm。一人称は「僕」。
最強の闘士と言われ、一時は玉璽を所持していたが、許昌学院の李通との戦いで相手ごと海へ放り投げてしまう。ボーッとした天然娘だが、体内の龍が目覚めると非常に凶暴かつ残忍な本性が現れるため、普段は程銀によって勾玉の力を封印されている。なお、元に戻ると覚醒時の記憶は全く無くなっている。
読みきり版では風貌や設定が孫策に似ている。そのため、『XX』では風貌を一新され、「僕」の一人称で初登場となった。
『XX』では常にお菓子（グミ）を携帯しており、ヘビが苦手。韓遂の仇である曹操を討つために許昌学院へ乗り込むが、許褚の圧倒的な力に敗れる。負けたことで落ち込んでいたが、偶然に劉備と出会ったことで、成都学園の面々と仲良くなる。数日後には孫策と出会ったことで、彼女の計り知れない力に魅せられて弟子入りを志願し、南陽学院の面々とも仲良くなる。なお、孫策からは「ばっちん」と呼ばれている他、周瑜や楽就と親しくなるも南陽四天王については全く知らなかった。最終話では成都学園へ転校する。
韓遂 文約（かんすい ぶんやく）
声 - 三瓶由布子
涼州高校の闘士。読み切り版では程銀と並んで涼州高校の「二強」の名を持つ男性闘士で、八極拳の達人。原作本編にもカメオ登場しており、大闘士大会にて夏侯惇に注目株の1人に挙げられている。
『XX』では、馬超の義兄へ設定が変更されており、許昌学院の曹操との戦いで重傷を負って入院している。
程銀（ていぎん）
涼州高校の闘士。馬超の右腕を務める女性で檎拿術の使い手。表向きの任務は馬超の護衛だが、実際の任務は彼女の力を封じた勾玉を守ること。
設定が関羽に似ている。読み切り版にのみ登場する。

### 南蛮高校
原作では言及のみだったが、『XX』で初登場。どの学校からも追放された、ならず者の闘士達が集まる凶悪な高校。何度も頭首が替わっており、現在では実力でのし上がった孟獲と猛優の姉妹が頭首を務めている。孟獲ら姉妹の凶暴性ゆえに南関東連合とは決裂、南陽・許昌・成都の覇権争いでは蚊帳の外に置かれていたが、献帝と利害が一致し共に暗躍する。孟獲と孟優の更生後、南関東連合に復帰したのかは不明。
孟獲（もうかく）
声 - 田中敦子
南蛮高校の頭主。2年生。Aランク。身長171cm。B：95・W：61・H：91。
孟優の姉。全身が日焼けしており、ラテン系の風貌。趣味は音楽鑑賞。異常性格でキレやすく、会話の最後に「馬鹿野郎」と付け足す癖がある。リング形の武器「チュワン」を自在に使いこなし、その実力は妹の孟優と共に数百人以上の闘士を病院送りにしたほど。
張飛と戦った際に一度は圧倒するが、彼女の必殺技「蛇矛連還劈拳」によって倒される。その後、駆けつけてきた孟優と共に、自分達が闘士であることの意味、それはすなわち「強い敵と戦う」ことにあると悟る。
孟優（もうゆう）
声 - 豊口めぐみ
南蛮高校の頭主。2年生。Aランク。身長170cm。B：94・W：59・H：90。
孟獲の妹。姉とは違って全身色白。右目に黒眼帯をしている。趣味は読書。常にクールだが、姉同様凶暴性は高い。
趙雲と戦って敗北したために自身の死でケリを付けようとするが、劉備に命の重さを説かれて折れ、和解する。
木鹿大王（ぼくろくだいおう）
声 - 天田益男
南蛮高校の闘士。3年生。勝利のためには手段を選ばない凶暴で卑怯な性格で、岩や材木を粉砕する怪力を持つ巨漢。
献帝から頭首達を倒せば南蛮頭首の座を譲ることを聞き、孟優と劉備を狙って彼女と黄忠を倒すが、駆けつけた孫策と楽就によって倒される。その後、献帝から力を与えられたことで凶暴な獣の姿へ変身して孫策を襲うが、劉備の捨て身の龍の力により身体を粉砕され、消滅する。

### 荊州学園
闘士達の中で唯一争いに参加しない永世中立校である。大闘士大会などにおいて審判を勤める。
蒯越 異度（かいえつ いど）
声 - 蓮池龍三
荊州学園の闘士。Aランク。
長髪と常時瞼を閉じている（瞼を開いた描写はない）のが特徴。大闘士大会の主審を勤める。荊州学園唯一のAランク闘士であることから実力は高いと推測される。
原作では大闘士大会の後、覚醒した曹操による荊州学園襲撃で仲間たちは血塗れにされ、曹操に自分の仲間になるよう強要されるが、自身は「自分の主君は劉表だけ」と拒絶した末に倒される（殺害された明確な描写はない）。
アニメでは第1期に登場し、原作どおりの役回りで曹操に殺害されることなく生き延びる。ただしそれ以降登場していない。
劉表 景升（りゅうひょう けいしょう）
荊州学園の頭主。名前のみ登場。曹操に殺害された。

### 幽州高校
公孫瓚 伯珪（こうそんさん はくけい）
幽州高校の頭主。反董卓連合に参加した。誅戮の勅が出され、刺客に討ち取られる。
趙雲 子龍（ちょううん しりゅう）
詳細は成都学園を参照。
厳綱（げんこう）
Bランク。刺客の来襲に際し、腑抜けになっている公孫瓚に代わり実質的に防衛戦の指揮をとるも、予州学院の麴義の攻撃を受ける。生死は不明だが、右手を失っている。

#### その他の関係者
華佗 元化（かだ げんか）
声 - 『DD』：三宅健太、『GG』：加瀬康之
診療所を経営する孫策達と親しい青年医師。闘士達の怪我の治療をしながら見守っている。左慈が王允であることを知っていた。
張邈（ちょうばく）
陳留高校の頭主。反董卓連合に参加した。名前のみの登場。
張繡（ちょうしゅう）
武威学園の闘士。眼鏡を掛けたスキンヘッドの男。大闘士大会にて登場し、夏侯惇に注目株の1人にあげられている。
陳生（ちんせい）
過去に孫策が戦ったことがある闘士。
献帝（けんてい）
後漢最後の皇帝。赤壁の戦い終盤近くにて精霊の姿で登場した。性別は女。孫策からは「献ちゃん」と呼ばれる。
村正（むらまさ）
声 - 茶風林
刀鍛冶の老人。アニメではOVA『EE』で登場。趙雲が刃こぼれした村正「斬龍」と関羽の青龍刀の修理を依頼した人物。刀を修理する事にあまり乗り気ではなく、趙雲に何のために戦うのか問いかけていた。また「服を脱げば打ってやる」と言い、実際に趙雲は服を脱いだが実は盲目であった。最終的には根負けしたのか依頼を受けていた。修理の際には黄忠も手伝っている。

### 関西
特A以上のSランク存在。プロフィールは単行本21巻で判明。

### 大和学院
柳生 三厳（やぎゅう みつよし）
声 - 田辺留依
大和学院の女性闘士。中等部3年生。特Aランク。15歳。3月16日生まれ。魚座。血液型：O型。身長156cm。B：75・W：53・H：81。
現役の闘士としては、『三国志』『三国志演義』の登場人物以外で日本史の人物名を持つ初のキャラクター。日本刀・村正「一刀石」を駆使するほか、苦無も使う。道具を持ち歩いて野点を行い、精神安定をはかる。同じ村正使いで関東最強の剣士とされる趙雲に戦いを挑む。隻眼説のある史上の柳生三厳に模し、趙雲との初戦では（趙雲が村正の修理の為に模造刀を使っており、本来の実力を発揮できずに負傷した事に気づかずに）実力が下の相手に対するハンデとして日本刀の鍔を飾りの眼帯として着用した（この鍔に『血風録』で描かれた霊力があるかは不明）。
趙雲が模造刀を使っていた事を知り、真剣を使っていれば致命傷になりえた一撃を知らぬ間に入れられていた事から趙雲の実力を認め、万全の状態で再戦したいという理由で戦いを中断する。戦闘後、どこかで財布を落とした事に気づき、お金を借りる為に趙雲に案内されて成都学院に宿泊する（OVA『EE』では成都学院を訪れるが宿泊描写はない）。実は張飛とは中学時代の知己で、いじめから助けられた関係でもあった。胤舜による成都学院襲撃時には、張飛と協力して一矢報いることに成功するも敗北。特Aランクではあるが、戦闘の大部分を武器に頼っているところがあり、胤舜曰く「刀が使えなければDランク以下」。張飛達と別れた後は大和学院に帰還するが、一宿一飯の義を重んじ、関東連合軍の詳細を割らなかった上に関東軍征伐の勅を拒否したため、卑弥呼の部下に襲撃され24巻時点で意識不明の重体となる。
卑弥呼（ひみこ）
声 - たかはし智秋
大和学院の頭主。2年生。
関西の闘士たちを率いて関東に遠征してきた、一連の襲撃事件の黒幕。関東の闘士の勾玉を集めているがその理由は不明。孫策が多数の闘士に襲われていた時に登場。その後、気を失っていた孫策 を介抱していたが、そのときに勾玉を掏った。その後、許昌学院の襲撃から帰還した弁慶と合流して曹操の勾玉を受け取り、（原作では自ら奪取）二校の当主の勾玉を手に入れた。24巻時点でランクは不明だが、三厳曰く「卑弥呼より強い人はこの世に存在しない」、Sランクに限りなく近いとされる弁慶をして「我々特Aランク如きが手に負えるシロモノではない」と称するほど強力な力を持つ。実際にSランクの胤舜や、Sランクの義経を圧倒した曹操をも圧倒した。
蘆屋道満（あしや　どうまん）
声 - 五十嵐裕美
大和学院1年。
狐の仮面にレオタード姿で、両刃リボン「松風弐号」を操る自称Sランク闘士。ネコ語で喋る。劉備たちの泊まった旅館を襲撃し、最初に遭遇した曹仁を圧倒、勾玉を奪う。その後式神の狐を使って全体への襲撃をかけ、関東軍を散り散りにすることには成功したものの、宿に残った夏侯淵らによって倒され、捕縛されるが隙をついて脱走した。
新免武蔵（しんめん　たけぞう）
声 - 小清水亜美
大和学院三年。
難しい言葉の意味を理解できないなどあまり頭の回転が良くないような描写があるが、観察力は極めて高く、関羽の手のマメの状態から関羽が薙刀使いであることを見抜いた。
24巻時点でランクは不明だが、Sランクに昇格した関羽でさえ全く剣筋を見切ることができないほど戦闘力は高く、関羽が戦わずして降参したほど。また、かつて張昭が董卓や呂布、曹操とも比べものにならない最強の存在として挙げ、さらに武蔵を富士、関羽をとんぼと表現したこともある。

### 十二神将
伐折羅（ばさら）
十二神将の一人。24巻時点ではその他の情報は一切不明だが、卑弥呼に敬語を使われている。呪を使い、呂蒙たちの乗る車を崖から落とした。
因達羅（いんだら）
十二神将の一人。真・一騎当千で登場。

### 山城学院高校
武蔵坊 弁慶（むさしぼう べんけい）
声 - 日笠陽子
山城学院高校の闘士。2年生。特Aランク。17歳。10月24日生まれ。蠍座。血液型：A型。身長193cm。B：100・W：65・H：98。
長い銀髪で片目を隠した女性。僧兵の服装で武器は薙刀。礼儀正しい性格で、電車内で優先席を占領していたコギャルたちを威圧して老人に席を明け渡した。その後許昌学院を襲撃。対峙した三柱神を纏めて倒し、同じ特Aランクの許褚をも圧倒したが、夏侯淵らの加勢に加えて、屋上での義経の劣勢もあり、義経と共に撤退する。
源 九郎 義経（みなもと くろう よしつね）
声 - 巽悠衣子
山城学院高校の頭主。中等部2年生。Sランク。14歳。1月28日生まれ。水瓶座。血液型：B型。身長158cm。B：70・W：54・H：74。
ゴスロリファッションで髪型は金髪の縦ロールの少女。武器は刀。関西弁で喋る。弁慶と共に許昌学院を襲撃した。曹操と対峙し目にも止まらぬ素早い攻撃で圧倒、眼球に重傷を負わせるも心眼を開いた曹操に敗れる。だが、アニメ版では密かに曹操の勾玉を奪う事には成功した(原作では直後に登場した卑弥呼によって奪われた)。実力は高いが、精神的に幼稚であり、追い込まれた際には「アホ」や「ゴミ」などの稚拙な言動が見られた。

### 興福寺学園
宝蔵院 胤舜（ほうぞういん いんしゅん）
声 - 石川英郎
興福寺学園の頭主。2年生。Sランク。17歳。11月13日生まれ。蠍座。血液型：B型。身長182cm。
十字槍の名手。槍だけではなく内気孔を使った攻撃技も使いこなす。また、心外無差別法呪により配下の闘士を操り、一時的に自身と同等の力を分け与えることもできる。イタリアかぶれで、「ボナセーラ」などイタリア語まじりで話すが、帰国子女なのかどうかは正確には不明。アニメ版では倒した相手に首に掛けた刀の鍔を赤熱させて（素手で掴んでいるが原理不明）焼印を押す。
その実力は極めて高く、三厳・張飛・孔明・覚醒した劉備に加え、関羽の青龍刀も破壊するなど圧倒した。ただし関羽はこの際手加減をしており、その後戦闘中に関羽がSランクに昇格して形勢逆転、倒される。
生まれた頃からSランクの力を持ち、それゆえに特別扱いされていたことにコンプレックスを抱いていたが、関羽に倒された際に言われた言葉で感銘を受け、以後仲間を大事にするようになる。
興福寺学園帰還後は仲間に呪をかけたことを謝罪し、劉備の勾玉を回収しに来た卑弥呼に宣戦布告。当初圧倒されるが、仲間のサポートを受け、形勢逆転に成功したかに思われたが、これは卑弥呼の策であり、興福寺学園の他の闘士と共に倒される。24巻現在生死は不明。

#### その他の関係者
紫虚上人（しきょじょうにん）
声 - 江川央生
張飛達を襲った天狗集団の正体。張飛とは面識があるようで、張飛にSランクの才があると指摘し、特訓をつける。
易斎（えきさい）
声 - 井上ほの花
紫虚に仕える双子の姉妹の片割れ。前髪を分けていない方。
難斎（なんざい）
声 - 高橋未奈美
紫虚に仕える双子の姉妹の片割れ。前髪を分けている方。
虎徹（こてつ）
声 - 伊藤静
鍛冶屋をしているポニーテールの女性。頭にゴーグルを掛けて、素肌にオーバーオールを着用している。

### 六波羅高校
山田朝右衛門吉利（やまだあさえもん よしとし）
声 - 種﨑敦美
六波羅高校の闘士。2年生。特Aランク。17歳。
卑弥呼の命令で孫権の勾玉を奪うため、南陽学院に攻め込む。

### 徐福院
佐々木巌流（ささき がんりゅう）
学校未詳の関西の闘士。現徐福院トップ。最低Sランクで推定。
楠木多聞丸（くすのき たもんまる）
千曳の岩の門番。特Aランク。
徐福老人（じょふくろうじん）

### 星学院女子高校
大和武尊（やまと たける）
星学院女子高校の頭首。女性のような容姿をしているが男性である。
吉備武彦（きびの たけひこ）
星学院女子高校の闘士。特Aランク。